# Invasiones castellanas de Inglaterra
Las Invasiones castellanas de Inglaterra fueron un conjunto de cuatro expediciones militares que dieron lugar entre 1374 y 1380 en la Isla de Gran Bretaña, la cuales enfrentaron al Reino de Inglaterra contra la Corona de Castilla, apoyada esta última por el Reino de Francia. Las invasiones formaron parte de la Guerra de los Cien Años, un conflicto armado entre los reinos de Francia e Inglaterra.
Fue iniciativa del rey castellano Enrique de Trastámara entablar una serie de invasiones al Reino de Inglaterra tras la destrucción de la armada inglesa en la Batalla de La Rochelle, lo cual significaba que la influencia inglesa sobre el Canal de la Mancha había cesado.

## Motivos del conflicto

### Tratado de Toledo de 1368
El Tratado de Toledo de 1368 fue un acuerdo entre el entonces pretendiente al trono castellano Enrique II y el monarca francés Carlos V. En este acuerdo se precisaba el apoyo francés a los Enriquistas  durante la Guerra Civil Castellana; mediante el envío de tropas mercenarias francesas y bretonas, y el apoyo naval castellano a Francia durante su guerra contra los ingleses.
Este tratado no solamente influyó en estas invasiones, sino que también fue clave en algunas otras campañas militares como el Asedio de Brest y la victoria franco-castellana en La Rochelle.

### Batalla de La Rochelle
La Batalla de La Rochelle también influyó en la idea de Enrique II de invadir Inglaterra, de hecho, se podría decir que este es el detonante de las expediciones militares. La batalla de La Rochelle fue un conflicto militar que dio lugar el 22 de junio de 1372, durante la Guerra de los Cien Años. El almirante inglés John Hastings comandó la flota inglesa, 36 navíos y 14 buques con 500 caballeros y 8000 soldados partieron pues hacia la ciudad y trataron de desembarcar su fuerza naval sobre La Rochelle para frenar el asedio francés sobre la ciudad. Con lo que el comandante inglés no contaba, es que se encontraría con una flota castellana inferior en número, veinte barcos, formados por galeras y algunas pocas naos. El comandante castellano Bocanegra, decidió pues enfrentar a la flota inglesa.
Después de un duro enfrentamiento, el comandante castellano fingió una retirada. Ambrosio Bocanegra esperó a la madrugada del día siguiente (23 de junio de 1372) para atacar a la flota inglesa, la cual no podía movilizarse con facilidad debido a la baja marea. En la madrugada del 23 de junio, durante la bajamar, la flota castellana apareció en las cercanías de la Rochelle de nuevo, pero las naves inglesas se quedaron varadas, y antes de que subiera la marea, los castellanos comenzaron a lanzar proyectiles incendiarios contra ellos.
Las embarcaciones inglesas comenzaron a arder. Uno tras otro, los barcos eran enviados al fondo, incluido el que llevaba la paga de 3000 mercenarios durante un año. Algunas naves pudieron escapar del fuego, pero rodeadas por todos lados, fueron capturadas. Bocanegra triunfó con su plan e Inglaterra perdió control sobre el Canal de la Mancha. El conde de Pembroke quedó como prisionero de guerra junto a 400 caballeros y 2000 soldados ingleses.

## Desarrollo de las invasiones

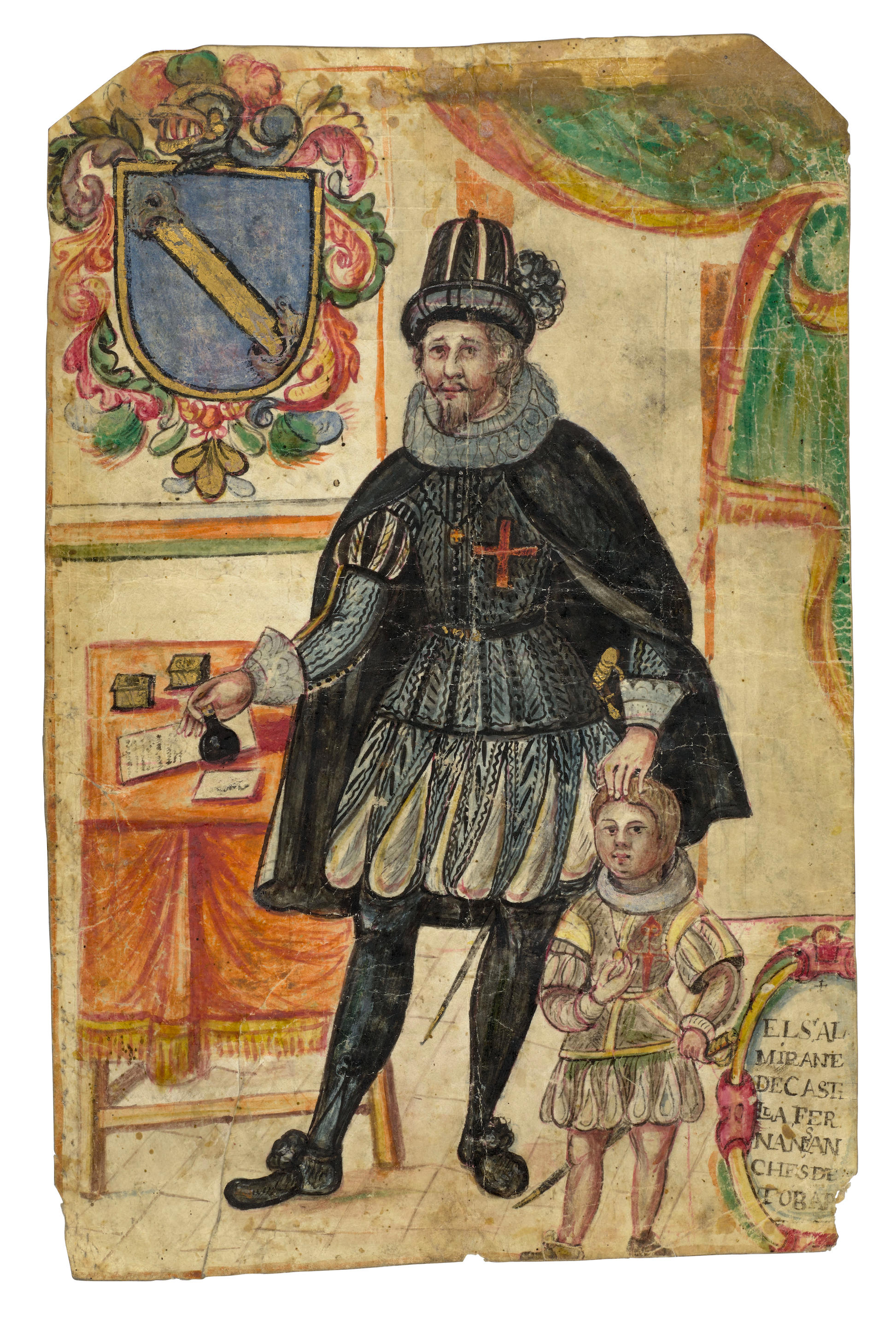
Almirante castellano Fernando Sanchez de Tovar

### Primera invasión
En 1374 el ya almirante de Castilla Fernando Sánchez de Tovar recibió la orden de zarpar hacia Inglaterra junto a 20 galeras, a las que luego se unió una flota francesa bajo el mando del almirante francés Jean de Vienne. Esta doble armada emprendió una incursión contra la Isla de Wight, situada en el sur de la ciudad de Southampton. La invasión fue un éxito, los soldados franco-castellanos lograron saquear por completo la isla y otras poblaciones del sur de Inglaterra.

### Segunda invasión
En junio de 1377, el mismo almirante castellano que protagonizó la pasada incursión, Fernando Sánchez de Tovar, partió esta vez con una flota de trece galeras con 5000 hombres a bordo para reunirse con el almirante francés Jean de Vienne en Harfleur. El objetivo era desembarcar en el sur de Gran Bretaña. La villa de Rye fue el primer asentamiento conquistado, en junio de 1377, fue saqueada e incendiada, para más tarde, partir y desembarcar en Rottingdean. En julio del mismo año, se asalto la plaza Folkestone, a la que siguieron la conquista de Lewes, Portsmouth, Plymouth y Darthmouth.
El 28 de julio, la flota combinada franco-castellana volvió a Harfleur para abastecerse y reanudar la campaña con una tercera invasión a Gran Bretaña.

### Tercera invasión
Tres semanas más tarde, aproximadamente el 18 de agosto de 1377, los almirantes de Francia y Castilla, zarparon nuevamente hacia la Isla de Wight, la cual fue completamente arrasada. La flota combinada se dividió en dos escuadras: una atacó a Winchelsea, y la otra a Hastings y Poole, que fueron saqueadas.
En mayo de 1379, a casi dos años de la última invasión a Gran Bretaña, el rey Enrique II muere y le sucede su hijo Juan I de Castilla, quien más adelante proseguiria la empresa militar de su padre.

### Cuarta invasión
El nuevo rey decide en verano de 1380 el inicio de una nueva incursión hacia el sur de Inglaterra. Fernando Sánchez de Tovar zarpó con una flota combinada franco-castellana conformada por 20 galeras. Así pues, tomaron rumbo a Londres, dirigiéndose al río Támesis. Tovar atacó Gravesend, logró remontar el Támesis y llegó a incendiar poblaciones de Londres. Este ataque fue el último y mayor de todas las invasiones a la isla de Gran Bretaña. El condestable Íñigo González de Velasco se encontraba en esta invasión.Las islas de Jersey y Guernsey también fueron atacadas y saqueadas por los marinos españoles.